# 1952年聖胡安地震
1952年聖胡安地震於协调世界时6月11日凌晨0時31分43秒在阿根廷聖胡安省發生。地震的矩震級為6.8級，震源深度30公里。聖胡安省錄得最高麥加利地震烈度為VIII度（嚴重）。在該省南部和西部部分地區造成破壞，並造成少量人員傷亡。

## 外部連結
- （西班牙語） Instituto Nacional de Prevención Sísmica. Listado de Terremotos Históricos.
- The International Seismological Centre has a bibliography and/or authoritative data for this event.